# Басайл
Басайл (бенг. বাসাইল, англ. Basail) — город в центральной части Бангладеш, административный центр одноимённого подокруга. Площадь города равна 11,30 км². По данным переписи 2001 года, в городе проживало 11 347 человек, из которых мужчины составляли 50,63 %, женщины — соответственно 49,37 %. Плотность населения равнялась 1004 чел. на 1 км². Уровень грамотности населения составлял 42,4 % (при среднем по Бангладеш показателе 43,1 %). 